# Ливан (планина)
Ливан (Джебел Лубнан) (на френски: Mont Liban; на арабски: جبل لبنان = Dschabal Lubnan) е планина в Ливан, а крайните ѝ северни части – в Сирия. Простира се от североизток на югозапад на протежение около 170 km покрай източния бряг на Средиземно море и ширина в северната част до 50 km. На югоизток дълбоката тектонска долина Бекаа я отделя от планината Антиливан. На север, на сирийска територия, в района на езерото Хомс (на река Ал Аси) чрез ниска (540 m) се свързва с планината Джебел Ансария, а юг е ограничена от простиращата се по паралела долина на река Ал Литани. Максимална височина връх Курнет ес Сауда 3083 m, най-високата точка на Ливан, издигащ се в северната ѝ част. Изградена е предимно варовици и пясъчници, а на север и от базалти. Климатът е средиземноморски. По западните склонове годишната сума на валежите надхвърля 1000 mm, а източните са много по-сухи. От източните склонове на планината водят началото си двете най-големи ливански реки Ал Литани и Ал Аси, вливащи се в Средиземно море, а по западните ѝ склонове се стичат къси, с голям наклон и пълноводни през зимата реки – Абу Али, Ал Джауз, Ибрахим, Ал Калб, Ед Дамур, Ал Авали и др.). Склоновете ѝ са покрити с маквиси и фригана, а на отделни участъци се срещат малки горички съставени от вечнозелен дъб, алепски бор, клен, кипарис, ливански кедър.